# 船花狸藻
船花狸藻（学名：Utricularia cymbantha）為狸藻屬一年生极小型浮水食虫植物。其种加词“cymbantha”来源于希腊文“kymba”和“anthos”，意为“船”和“花”，指其船形的花冠下唇。船花狸藻分布于非洲热带地区及南非。